# Heijo Höfer

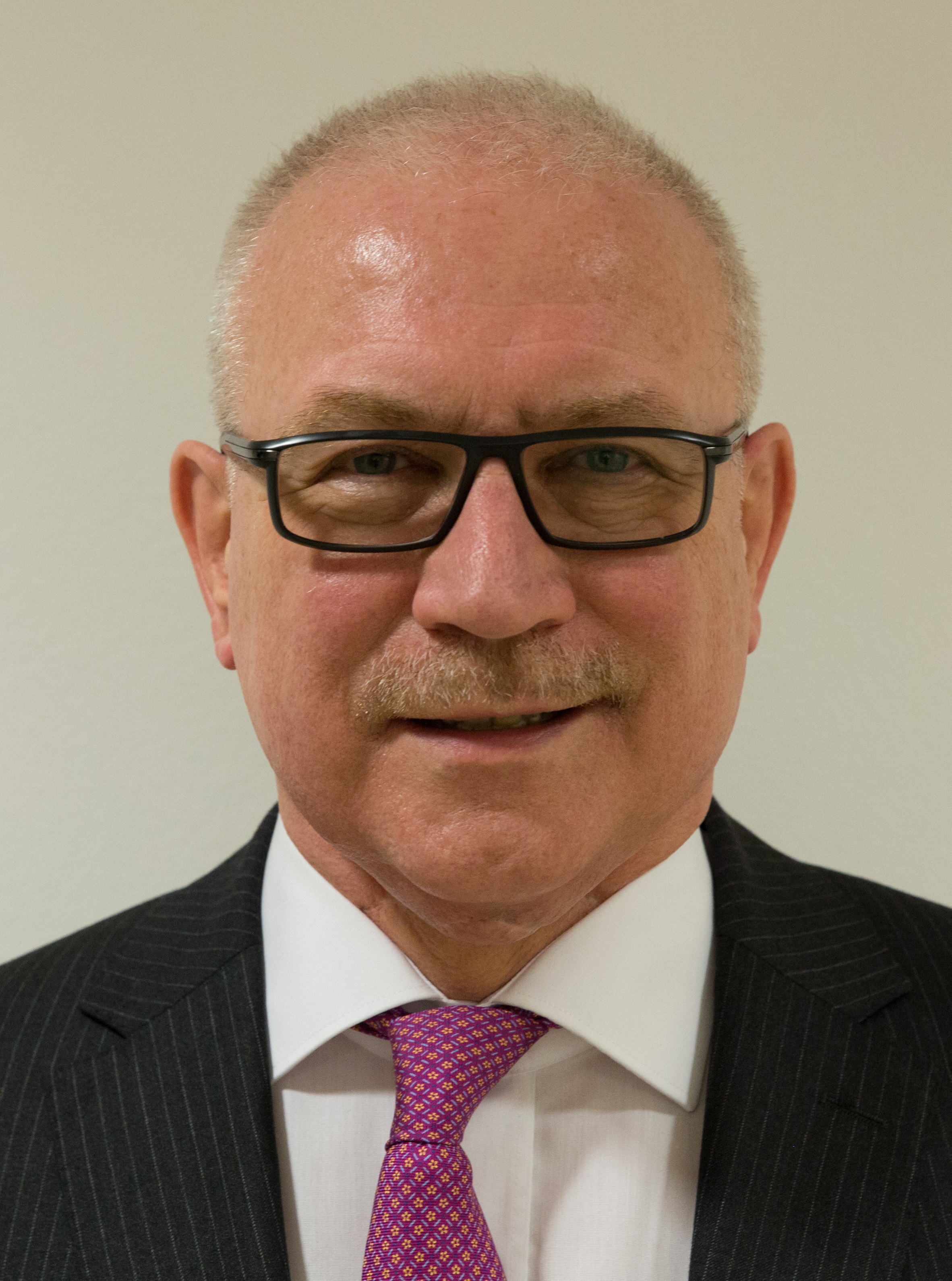
Heijo Höfer, 2016

Heinz-Joachim „Heijo“ Höfer (* 6. September 1953 in Bad Kreuznach) ist ein Jurist und Kommunal- und Landespolitiker (SPD) und war von 2016 bis 2021 Mitglied des Landtages Rheinland-Pfalz.

## Ausbildung, Beruf und Familie
Heijo Höfer besuchte in Bad Kreuznach das Gymnasium und legte dort im Jahr 1973 sein Abitur ab. In den Jahren 1974 bis 1979 studierte er in Mannheim und Heidelberg Rechtswissenschaften. Sein erstes Juristisches Staatsexamen legte er 1979 in Heidelberg, sein zweites Juristisches Staatsexamen im Jahre 1982 in Zweibrücken ab. Von 1979 bis 1983 Mitarbeit in einer Ludwigshafener Rechtsanwaltskanzlei. Von 1983 bis 1992 war er als Landesbeamter im Geschäftsbereich des rheinland-pfälzischen Ministeriums des Innern und für Sport mit Stationen bei der damaligen Bezirksregierung Trier, damaligen Kreisverwaltung Daun und an der damaligen Fachhochschule für öffentliche Verwaltung Rheinland-Pfalz in Mayen tätig.
Höfer ist seit 1981 verheiratet und hat zwei erwachsene Kinder.

## Politik
Höfer ist Mitglied der SPD. Von März 1992 bis November 2016 war er hauptamtlicher Bürgermeister der Verbandsgemeinde Altenkirchen (Westerwald). Vom 5. März 1992 bis 2. Juli 2019 war Höfer ehrenamtlicher Stadtbürgermeister der Kreisstadt Altenkirchen. Höfer war von Oktober 2009 bis Juni 2024 stellvertretendes Mitglied im Ausschuss der Regionen (AdR), entsandt vom Deutschen Städte- und Gemeindebund.
Er war in den Jahren 1994 bis 2024 Mitglied des Kreistages Altenkirchen und von 2012 bis September 2024 Europabeauftragter des Gemeinde- und Städtebundes Rheinland-Pfalz.
Höfer ist Mitglied des Verwaltungsrates der Sparkasse Westerwald-Sieg.
Als Nachrücker von Thorsten Wehner war er ab 1. Dezember 2016 Mitglied des rheinland-pfälzischen Landtages. Er kandidierte bei der Wahl zum 18. Landtag von Rheinland-Pfalz nicht erneut.